# George Saunders (Schriftsteller)

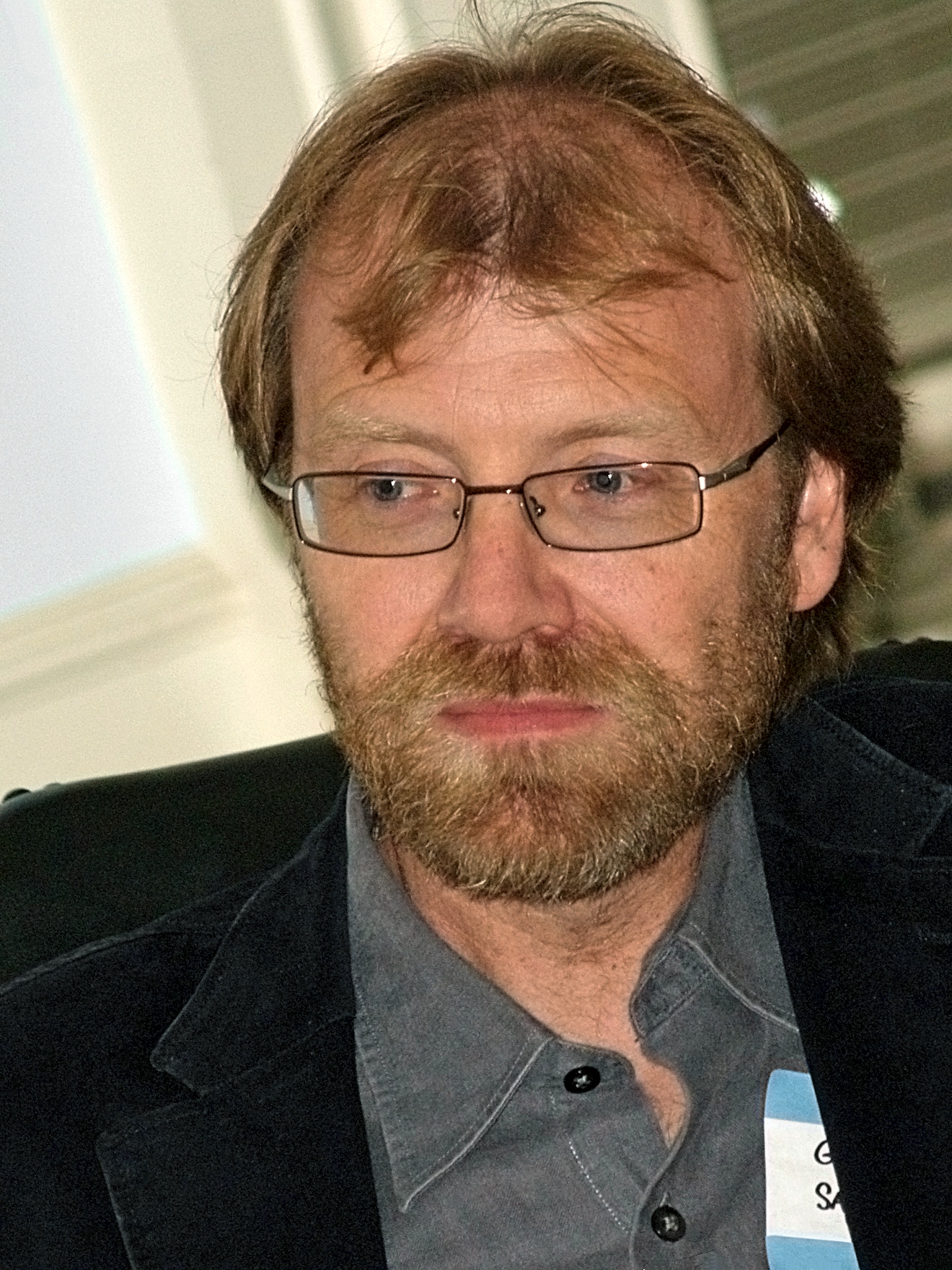
George Saunders (2007)

George Saunders (* 2. Dezember 1958 in Amarillo, Texas) ist ein US-amerikanischer Schriftsteller und Hochschullehrer.

## Leben
Geboren in Texas und aufgewachsen in Oak Forest, Illinois,  einem Vorort von Chicago, studierte Saunders Ingenieurwesen an der Colorado School of Mines, wo er 1981 einen Bachelor of Science in Geophysik erhielt. Nach dem Abschluss ging er für eine Öl-Erkundungsfirma nach Sumatra. Nach seiner Rückkehr in die USA verdiente sich Saunders mit wechselnden Berufen als Türsteher, Dachdecker und Schlachthausgehilfe seinen Lebensunterhalt.
1985 wurde er in das Programm für kreatives Schreiben der Syracuse University aufgenommen, das er 1988 mit dem Master abschloss. Anschließend arbeitete er als Technischer Redakteur für eine Firma im Bereich Umweltingenieurwissenschaften.
Seit 1997 lehrt Saunders selbst kreatives Schreiben im Programm der Syracuse University.
Saunders veröffentlichte zwischen 1997 und 2014 mehrere Bücher mit Kurzgeschichten, einen Essayband sowie ein Kinderbuch. In seiner Heimat gilt er als einer der besten Kurzgeschichtenautoren der Gegenwart und genießt Kultstatus. Seine Kurzgeschichten erscheinen regelmäßig in Zeitschriften wie The New Yorker, Harper’s Magazine und GQ. Zu seinen Bewunderern zählen u. a. Schriftstellerkollegen wie Zadie Smith, Thomas Pynchon, Jonathan Franzen und bis zu seinem Tod im Jahr 2008 auch David Foster Wallace. Saunders war eng mit Wallace befreundet und wird oft mit ihm verglichen.
2017 gab Saunders mit Lincoln in the Bardo sein Debüt als Romanautor. Das Werk stellt den amerikanischen Präsidenten Abraham Lincoln während seiner Trauer um seinen verstorbenen Sohn William Wallace (1850–1862) in den Mittelpunkt; es gewann im Jahr seiner Veröffentlichung den britischen Man Booker Prize. Die Jurypräsidentin lobte das Buch als „in Form und Stil äußerst originellen Roman, der eine geistreiche, intelligente und zutiefst bewegende Erzählung zutage fördert.“ Auffällig ist vor allem die ungewöhnliche Erzählweise des Buches. Die Geschichte wird in der Art eines antiken Chores von einer Gruppe von Geistern erzählt, die auf dem Friedhof in einem Zwischenzustand zwischen Leben und Tod existieren, ergänzt durch Textstellen aus historischen und fiktiven Quellen. 
George Saunders ist verheiratet und Vater zweier Töchter (geboren 1988 und 1990). Er lebt in den Catskill Mountains (New York).

## Kritik
- zu: Zehnter Dezember: „Diese Erzählungen sind so gut, dass vor ihnen gewarnt werden muss: Sie tun weh, sie verursachen Ängste, hinterlassen Verwirrung und erzeugen Beklemmung … Er ist kein Erzähler, der seine Leser bei der Hand nimmt … Dieses Buch ist auf alle Fälle noch ein bisschen besser als die vier anderen …“ Andreas Isenschmid, Die Zeit 24, 5. Juni 2014, S. 53

## Bücher
- CivilWarLand in Bad Decline. Stories and a Novella. Random House, New York 1996.
  - BürgerKriegsLand fast am Ende. Übersetzt von Dirk van Gunsteren. Deutsche Verlagsanstalt, Stuttgart 1997.
  - Bounty-Land. Erzählungen. Übersetzt von Dirk van Gunsteren. Berliner Taschenbuch-Verlag, Berlin 2002, ISBN 3-442-76066-6.
- Pastoralia. Stories and Novella. Riverhead Books, New York 2000.
  - Pastoralien. Übersetzt von Frank Heibert. Berlin Verlag, Berlin 2002, ISBN 3-8270-0394-6.
- The Very Persistent Gappers of Frip. Random House, New York 2000.
  - Die furchtbar hartnäckigen Gapper von Frip. Illustrationen von Lane Smith. Übersetzt von Frank Heibert. Berlin Verlag, Berlin 2004, ISBN 978-3-8270-5033-5.
- The Brief and Frightening Reign of Phil. Riverhead Books, New York 2005.
  - Die kurze und schreckliche Regentschaft von Phil. Übersetzt von Frank Heibert. Luchterhand 2024. ISBN 978-3-630-87682-5.[6]
- In Persuasion Nation. Stories. Riverhead Books, New York 2006.
  - I can speak! Erzählungen. Übersetzt von Matthias Müller. Liebeskind Verlag, München 2012, ISBN 978-3-935890-89-2
- A Bee Stung me, so I killed all the Fish (Notes from the Homeland 2003–2006). Riverhead Books, New York 2006.
- The Braindead Megaphone. Essays. Riverhead Books, New York 2007.
- Tenth of December. Stories. Random House, New York 2013.
  - Zehnter Dezember. Stories. Übersetzt von Frank Heibert. Luchterhand Literaturverlag, München 2014, ISBN 978-3-630-87427-2.
- Congratulations, by the way. Some Thoughts on Kindness. Random House, New York 2014.
- Lincoln in the Bardo. A Novel. Random House, New York 2017.
  - Lincoln im Bardo. Roman. Übersetzt von Frank Heibert. Luchterhand Literaturverlag, München 2018, ISBN 978-3-630-87552-1.
- Fox 8. A Story. Random House, New York 2018.
  - Fuchs 8. Übersetzt von Frank Heibert. Luchterhand Literaturverlag, München 2019, ISBN 978-3-630-87620-7.
- A swim in a pond in the rain : in which four Russians give a master class on writing, reading, and life. Random House, New York 2021.
  - Bei Regen in einem Teich schwimmen. Von den russischen Meistern lesen, schreiben und leben lernen. Übersetzt von Frank Heibert. Luchterhand Literaturverlag, München 2022, ISBN 978-3-630-87697-9.[7]
- Liberation Day. Stories. Random House, New York, 2022.
  - Tag der Befreiung. Übersetzt von Frank Heibert. Luchterhand Literaturverlag, München 2024, ISBN 978-3-630-87702-0.

## Preise und Auszeichnungen
The New Yorker nannte ihn im Jahr 2000 einen der besten Schriftsteller unter 40. Saunders wurde viermal mit dem National Magazine Award für seine fiktionalen Kurzgeschichten ausgezeichnet:
- 1994 für The 400-Pound CEO,[9]
- 1996 für Bounty,[10] jeweils erschienen im Harper’s Magazine.
- Im Jahr 2000 bekam er die Auszeichnung für die Kurzgeschichte The Barber's Unhappiness, erschienen in The New Yorker.[11]
- 2004 für The Red Bow, erschienen im Männermagazin Esquire.[12]

2006 erhielt er einen der World Fantasy Awards und sowohl ein Guggenheim-Stipendium als auch den „Geniepreis“ der MacArthur-Stiftung. 2014 erhielt Saunders für Tenth of December den britischen Folio Prize und wurde in die American Academy of Arts and Sciences gewählt. 2018 wurde er in die American Academy of Arts and Letters aufgenommen.
2017 erhielt er für sein Romandebüt Lincoln in the Bardo den Man Booker Prize und 2018 wurde Lincoln in the Bardo mit dem Premio Gregor von Rezzori ausgezeichnet.

## Sonstiges
- Donald Antrim: Der Wahrheitsfinder. Roman. Einführung George Saunders. Übers. Brigitte Heinrich. Rowohlt, Reinbek 2015 (rororo 27079)